# Санграмапіда I
Санграмапіда I (*гінді संग्रामपीड १, д/н — 779) — самраат Кашмірської держави в 772—779 роках.

## Життєпис
Походив з династії Каркота. Син самраата Ваджрадітьї і Мамми. 772 року повалив свого зведеного брата — самраата Прітхів'япіду, захопивши владу. Про його панування відомості обмежені. Усі відомості про нього містяться в «Раджатарангіні» Кальхани, згідно якої був негідним володарем. За різними варіантами текстів і перекладів панував 7 днів або 7 років.
Повалений в наслідок заколоту. Владу перебрав зведений брат Джаяпіда Вінаядітья.